# فرانک لمپارد (بازیکن فوتبال زاده ۱۹۴۸)
فرانک لمپارد (به انگلیسی: Frank Lampard Sr.) بازیکن فوتبال زادهٔ ۲۰ سپتامبر ۱۹۴۸ اهل انگلستان که سابقهٔ بازی در تیم ملی فوتبال انگلستان را در کارنامهٔ خود دارد. وی در تاریخ ۱۱ اکتبر ۱۹۷۲ نخستین بازی ملی خود را در مقابل تیم ملی فوتبال یوگسلاوی انجام داد و با حضور در ۲ بازی ملی، در تاریخ ۳۱ مه ۱۹۸۰ واپسین بازی ملی‌اش را در برابر تیم ملی فوتبال استرالیا برگزار کرد.